# Aubigny-aux-Kaisnes
Aubigny-aux-Kaisnes település Franciaországban, Aisne megyében. Lakosainak száma 239 fő (2022. január 1.). Aubigny-aux-Kaisnes Bray-Saint-Christophe, Douchy, Dury, Pithon és Villers-Saint-Christophe községekkel határos.

## Népesség
A település népességének változása:
| Lakosok száma | 291  | 279  | 263  | 247  | 240  | 246  | 253  | 253  | 254  | 239  |
|               | 1968 | 1982 | 1990 | 2006 | 2013 | 2015 | 2017 | 2019 | 2020 | 2022 |